# Kupreanof (Alaska)
Pour les articles homonymes, voir Kupreanof.
Kupreanof est une localité d'Alaska aux États-Unis dans le borough de Petersburg dont la population était de 27 habitants en 2011.

## Situation - climat
Elle est située sur la rive nord-est de l'île Kupreanof, à 61 km au sud de Juneau et à 193 km au nord de Ketchikan.
Les températures vont de −3 °C à 6 °C en janvier et de 4 °C à 13 °C en juillet.

## Histoire
La communauté s'appelait initialement West Petersburg, au début du vingtième siècle. Elle était surtout connue par une scierie qui a été ouverte en 1911 par les frères Knudsen. Elle produisait des tonneaux pour les salaisons de poissons. Dès 1920, un élevage de visons s'est établi, il devint le premier élevage de ce type de l'état. En 1920, plus de 100 personnes vivaient là, il y avait, en plus de plusieurs élevages et de la scierie, un magasin de fournitures générales et une fabrique d'hameçons, suivis dès 1930 d'un atelier de réparation de bateaux, d'un commerce de moteurs et de divers hébergements commerciaux.
La localité a pris le nom de Kupreanof, en l'honneur d'Ivan Koupreïanov, un des dirigeants de la Compagnie russe d'Amérique quand elle a été incorporée en 1975.
En dépit de l'activité de la scierie et de l'élevage de visons, qui ont continué jusqu'en 1960, la vie sur l'île devint de plus en plus difficile, et la population est passée de 60 personnes en 1950 à 26 en 1960. Depuis, la population est restée stable.

## Activités
Il n'y a plus d'activités économiques ni de services à Kupreanof, les habitants vont travailler à Petersburg en bateau. Il ne subsiste plus qu'une économie de subsistance ou de loisirs, comme la chasse ou la pêche.

## Démographie
| 1930 | 1940 | 1950 | 1960 | 1970 | 1980 |
| ---- | ---- | ---- | ---- | ---- | ---- |
| 45   | 50   | 60   | 26   | 36   | 47   |

| 1990 | 2000 | 2010 | - | - | - |
| ---- | ---- | ---- | - | - | - |
| 23   | 23   | 27   | - | - | - |

## Sources et références
- (en) CIS

- (en) Cet article est partiellement ou en totalité issu de l’article de Wikipédia en anglais intitulé « Kupreanof, Alaska » (voir la liste des auteurs).

1. ↑  « Statistiques des États-Unis - Alaska - Profils des communautés de 2010 » (consulté en novembre 2020)